# ヨーク (イングランド)
ヨーク（York）は、イングランド北部ノース・ヨークシャーの単一自治体かつシティである。人口は209,893人である（2018年中期推計値）。

## 歴史
ローマ時代には、属州ブリタンニアの要塞エボラクム (Eboracum) であった。「ヨーク」の名前の由来は「イチイの木」(yew trees) といわれている。

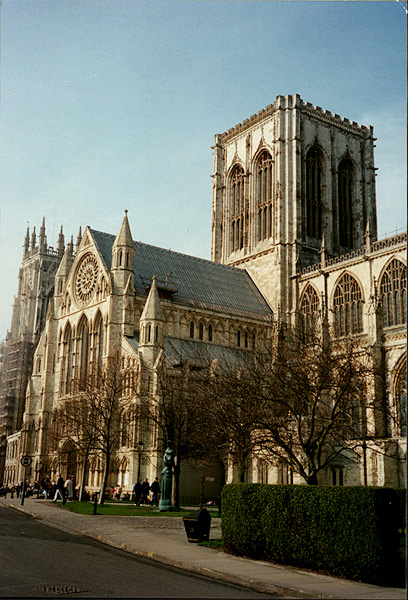
ヨーク・ミンスター

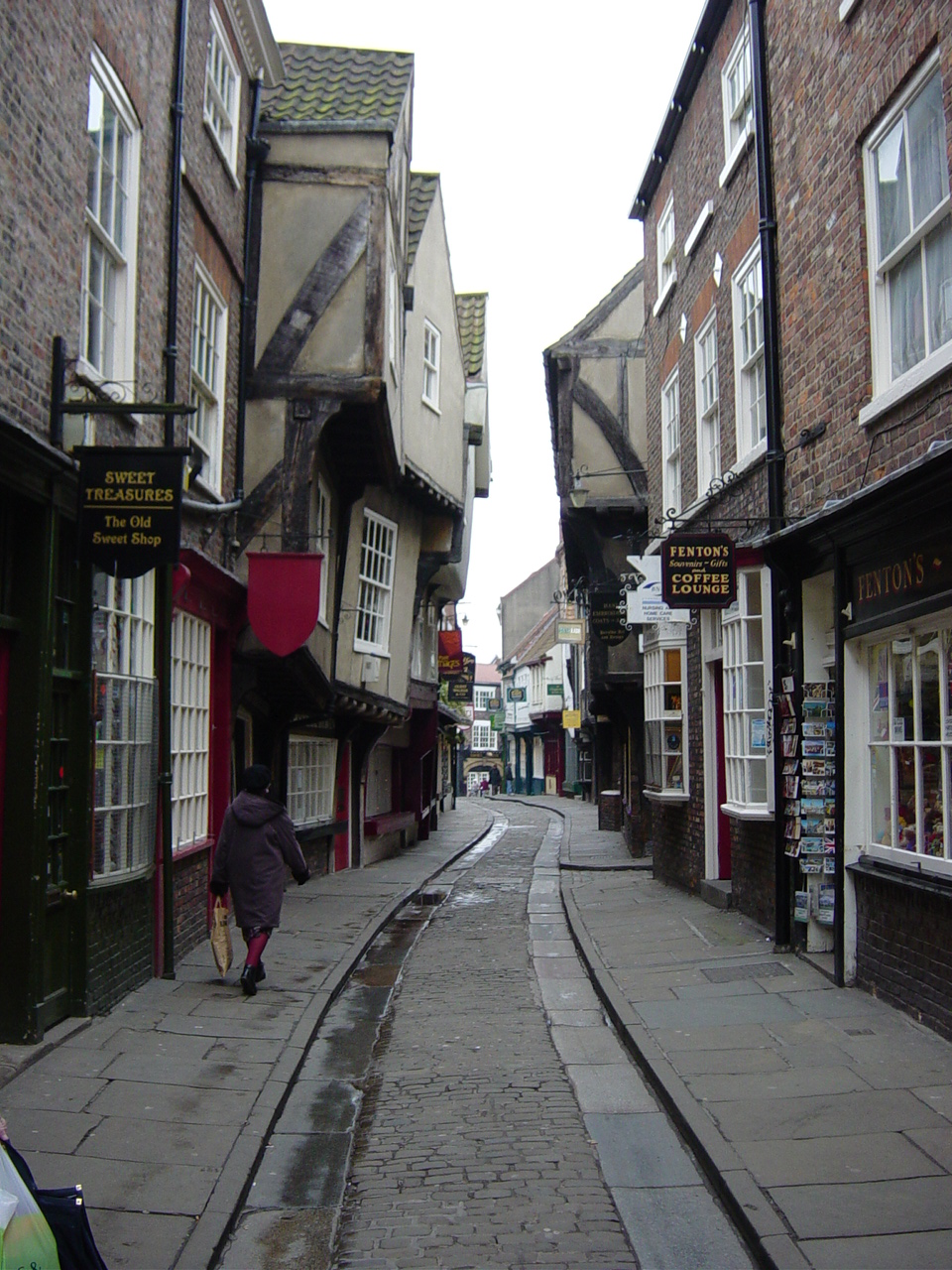
ヨーク市内の中世の通り"シャンブルズ"

考古学的証拠から、中石器時代の紀元前8000年から7000年には今ヨークがある場所に人が定住していた痕跡があるが、それが永久的な定住だったのか不定期なものだったのかわかっていない。古代ローマ帝国のブリタニア征服時より、一帯はローマ人にブリガンテスとパリジという名前で知られた種族に占領されていた。ブリガンテス族はすぐに隷属を受けたがのちより敵対的になった。結果として、第9軍団ヒスパナがハンバーの北へ送り込まれた。
都市として創設されたのは紀元71年、第9軍団ヒスパナがブリガンテス族を征服し、フォス川とオウス川の交わる平地に軍事要塞カストラを建設した時であった。要塞はのち石で再建され、総面積は50エーカー (20 ha)で6,000人の兵士が暮らした。ローマ時代の要塞のほとんどは今ヨーク・ミンスターの基金管理下にあり、ヨーク・ミンスター内地下室の遺跡は原型の城壁を露わにしている。
ハドリアヌス、セプティミウス・セヴェルス、コンスタンティウス1世らローマ皇帝は全員、彼らの遠征の最中、ヨークで宮廷をかまえた。滞在期間、セヴェルス帝はヨークをブリタニア・インフェリオル県の首都とするよう命じた。彼はヨークにコロニアか都市の特権を与えようとしたのだった。コンスタンティウス1世は滞在時にヨークで亡くなり、彼の子コンスタンティヌス1世は要塞内の軍隊を前に即位を宣言した。 
7世紀のヨークは、アングロサクソン人のノーサンブリア王エドウィンの主要都市だった。最初のミンスター教会は、627年にエドウィン王が洗礼を受けた時期に建てられた。エドウィンはこの小さな木造教会を石造りに再建させたが、彼は633年に敗死し、石造りのミンスター完成の義務は彼の後継者オズワルドへ引き継がれた。
866年、ノーサンブリアはヴァイキングが急襲しヨークを獲得した際、内戦のまっただ中にいた。ヴァイキング支配下で都市は主要川港へと成長し、北欧へ広がるヴァイキングの拡張する貿易航路の一部となった。ヴァイキングたちは、新たに獲得したこの街を「ヨルヴィーク」と呼んだ。独立の最後の支配者エリク・ブラッダクセは965年にヨークからエドレッド王より駆逐され、イングランドの再統合は完成した。 
1069年、ヨークはウィリアム征服王によって敵とみなされ破壊された。古いアングロサクソン期のヨーク・ミンスターはこの時の火災で致命的な損傷を受け、ノルマン人はまっさらになった場所に新たなミンスター建設を決めた。1080年頃の大司教トーマス1世の時代に大聖堂建設が始まり、これが現在のミンスターである。ヨークは再び繁栄し始め、特に羊毛で有益な港と商業中心地となった。ヘンリー1世はヨークへ最初の特権を授け、イングランド及びヨーロッパでの貿易権を認証した。
1190年、ヨークはユダヤ人居住地への悪名高いポグロムが行なわれた地だった。ユダヤ人らは、市の防御施設の一つヨーク城のクリフォーズ・タワー内を聖地とみなした。城を急襲する準備をする間、群衆は罠にかけたユダヤ人たちを数日間包囲した。ユダヤ人自身か迫害者の方か定かでないが、ただちに火が放たれ、150人のユダヤ人が死んだ。 
都市はテューダー朝の間に下り坂を経験した。ヘンリー8世のもと、修道院解散で、教会主義と社会の忠心であった、ヨークの修道院は終わりを迎えた。ヘンリー8世はヨークにノース・カウンシルを創設し、エリザベス1世治下で重要性を増し、復興を遂げていった。 
1644年、イングランド内戦中、議会軍はヨークを包囲していたが（ヨーク包囲戦）、15,000の兵を引き連れた王子ルパートが到着すると、包囲は解かれた。議会軍はヨークからわずか6マイルの所へ追撃するルパートとともに後退し、彼の主要軍が向かう前にマーストン・ムーアの戦いで圧倒的に打ち負かした。ルパート軍15,000人のうち、少なくとも4,000人が戦死し1,500人が捕虜となった。再度ヨークは議会軍に包囲されたが、市は長くこれに耐え、7月15日にトーマス・フェアファクスに降伏した。 
1660年に王政復古がされ、1688年にヨークから駐屯地が取り除かれた。ヨークは徐々に地元貴族やジェントリ階級によって支配されるようになった。近隣都市リーズとキングストン・アポン・ハルとの競争の結果としてヨークは貿易中心地としての抜群の地位を失ったが、北部イングランドの社会的・文化的に富む地として今もある。この時代からヨーク協会やロイヤル劇場、ヨーク・レイスコースのような、優雅なタウンハウスが建てられた。
ジョージ・ハドソンが1839年にヨークへ鉄道を引く責任を負った。鉄道企業家としてのハドソンのキャリアを通して、すぐに鉄道のない町の不名誉は終わり、この時からヨークは主要鉄道センターとなった。20世紀に鉄道は本拠をおいてノース・イースタン・レイルウェイの仕事をもたらし、ヨークで5,000人以上を雇用した。鉄道は製菓会社ロウントゥリーズとテリーズの事業拡大に貢献することとなった。
主要産業としての観光業から脱出し、ヨークの歴史的神髄は市の主な資産となった。

## 教育
ヨーク大学は、特に教育の質と研究において著名で、大学ランキングでもウォーリック大学と地方大学トップの座を争っており、全国レベルでも常にトップ25に数えられる。また、近年までヨーク大学がヨークにある唯一の総合大学であったが、2006年にリーズ大学の一部であったカレッジが独立しヨーク・セント・ジョン大学（York St John University College、2007年からはYork St John University）となった。

## 観光
町の周囲は12世紀から14世紀にかけて築かれたという城壁に取り囲まれ、城壁は所々途切れている所もあるが、ほぼ城壁の上を通って街の中心を一周することができる。北ヨーロッパで最大のゴシック建築寺院であるヨーク・ミンスターが市の中央に位置する。ヨーク大主教は、イングランド国教会ではカンタベリー大主教に次ぐ席である。
ヨーク駅のそばには、イギリス国立鉄道博物館があり、100以上の機関車をはじめ英国を走った種々の鉄道車両が展示されている。

## 出身人物
- マーク・アディ - 俳優
- W・H・オーデン - 詩人
- ジュディ・デンチ - 女優
- マーク・ハーマン - 映画監督
- スティーブ・マクラーレン - サッカー監督
- ガイ・フォークス - 「ガイ(Guy)」の語源となった人物。火薬陰謀事件の実行責任者
- ジェイムス・トンプソン -レーシングドライバー
- 新井翔 -FM NORTH WAVEのラジオDJ

## 姉妹都市
- ディジョン、フランス
- ミュンスター、ドイツ
- 南京市、中国

## ギャラリー

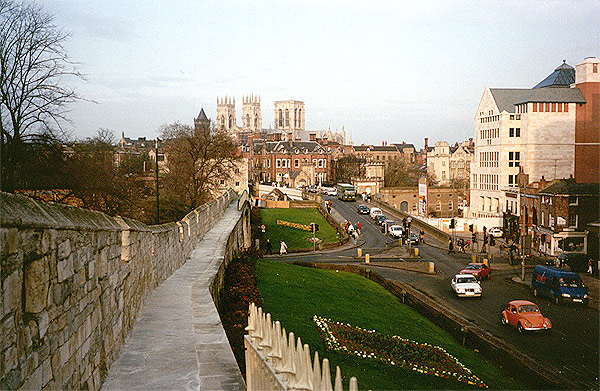
ヨーク大聖堂方向町並み
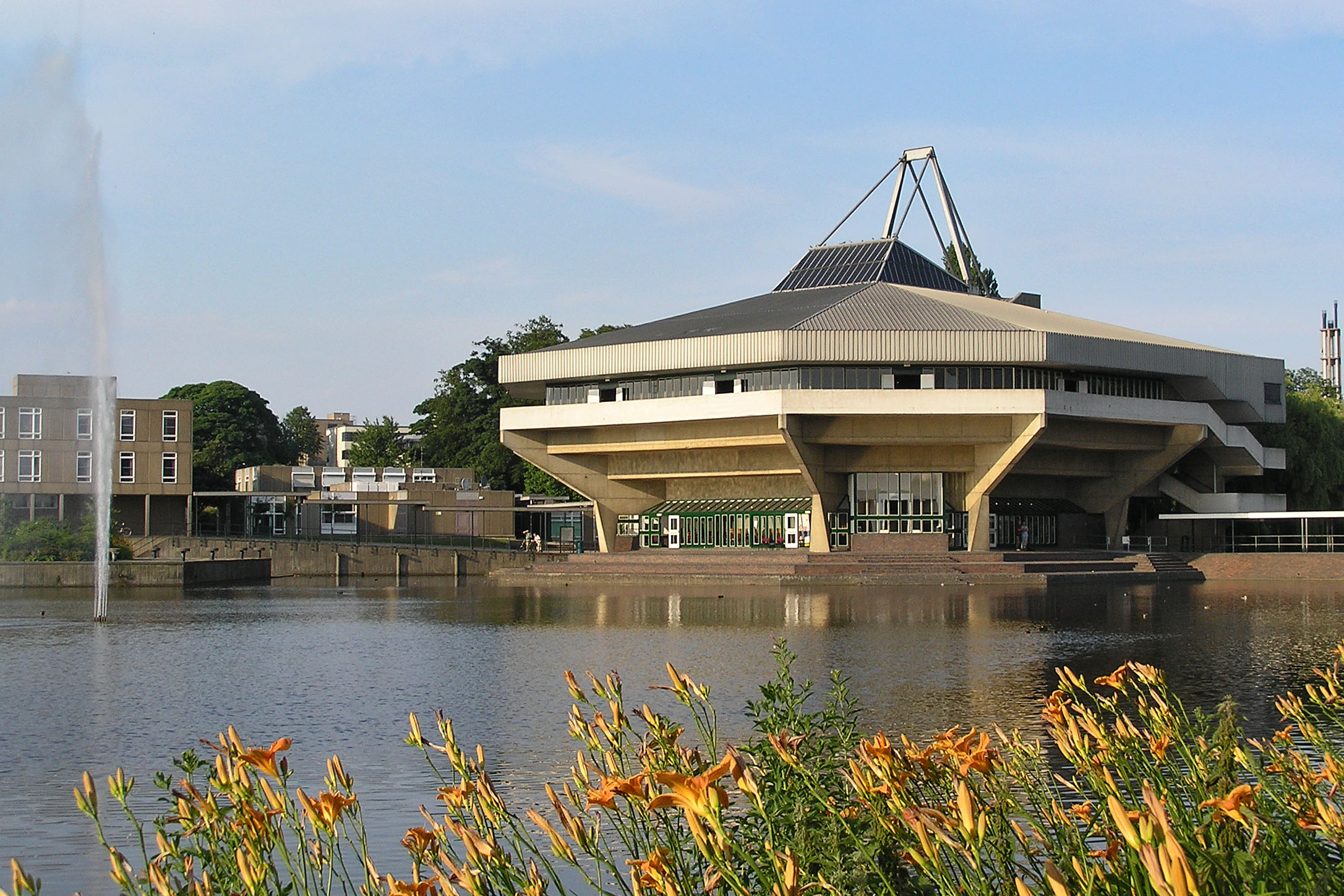
ヨーク大学
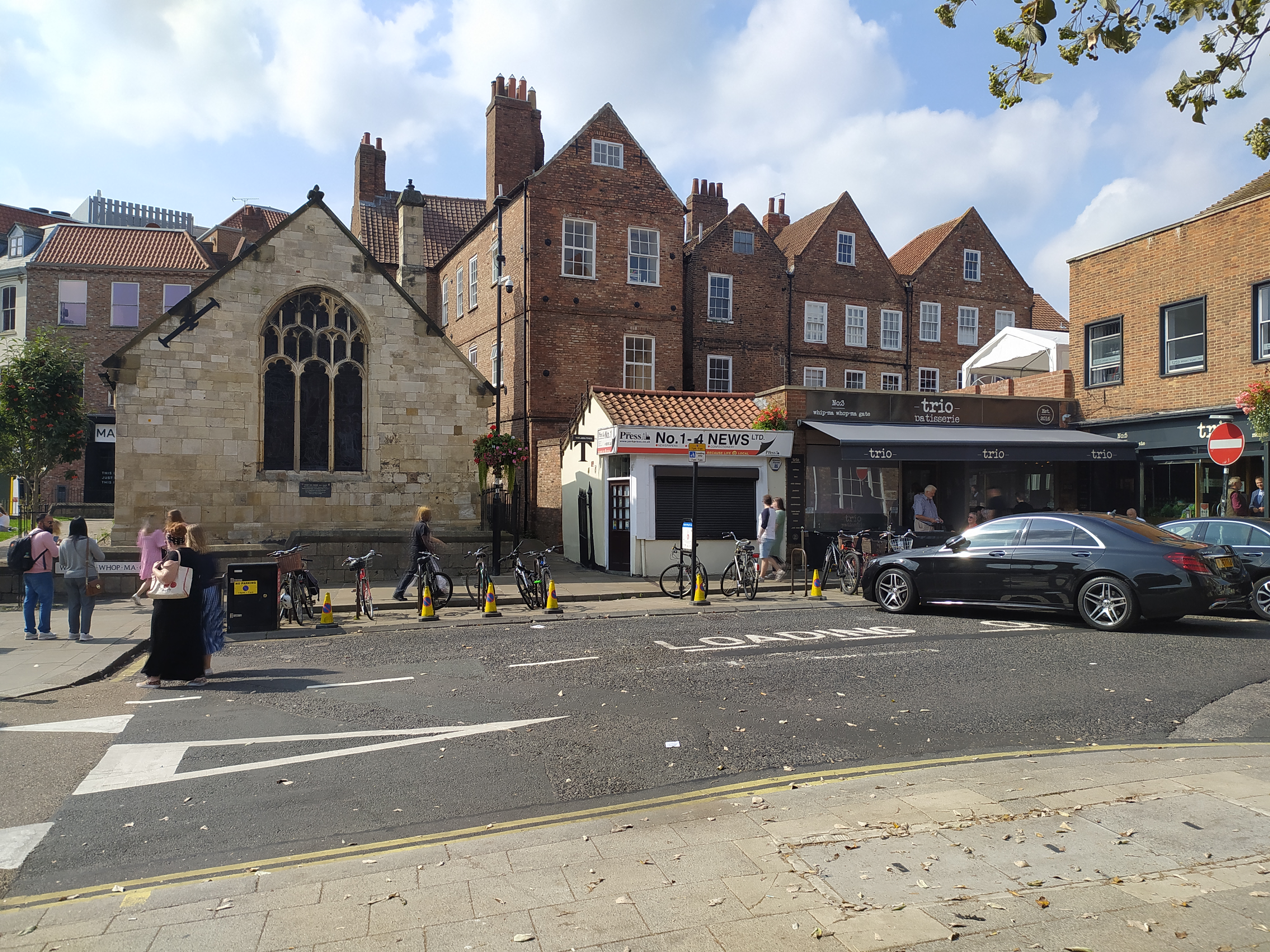
ウィップ＝マ＝ホップ＝マ＝ゲート（全長24mの街路）